# Ulrich Zasius
Ulrich Zasius (Constança, 1461 — Freiburg im Breisgau, 24 de novembro de 1536) foi um humanista e jurista alemão.

## Biografia
Depois de estudar em Tübingen, tornou-se primeiro notário episcopal em Constança, mais tarde secretário municipal em Baden, Cantão de Aargau em 1489, e em Freiburg em 1493. No período 1496-9 foi diretor da escola de Latim em Friburgo. 
Em 1499 estudou Direito na Universidade de Friburgo, foi nomeado professor de retórica e poesia lá em 1500 e professor de jurisprudência em 1506. Em 1502 tornou-se também secretário da corte na cidade de Friburgo; em 1503, conselheiro para assuntos legais da universidade; e em 1508, conselheiro imperial. Utilizando as tendências do Humanismo à jurisprudência, ele rejeitou os comentários bárbaros e não naturais dos críticos da sua época e mergulhou fundo na restauração dos textos originais. Foi provavelmente devido às controvérias literárias que ele teve com Johann Eck, que ele a princípio favoreceu às doutrinas de Martinho Lutero. Depois de 1521 tornou-se um ardoroso oponente de Lutero e morreu sob firme adesão à fé Católico Romana.
Morreu na cidade de Freiburg im Breisgau em 24 de novembro de 1536. Suas obras jurídicas foram publicadas postumamente (Lyon, 1548, 1550-1; 3 vols., Frankfurt, 1590).

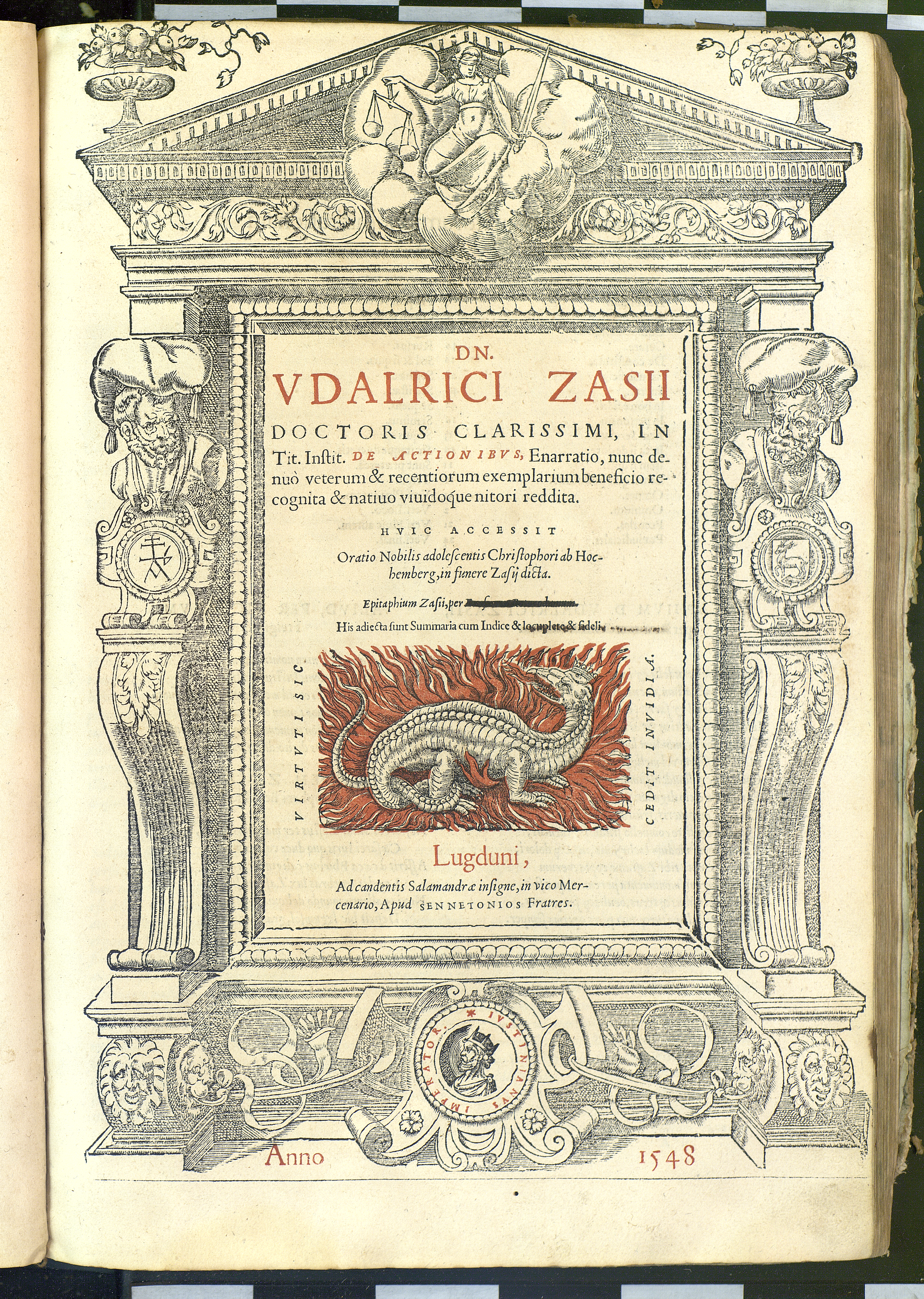
Enarratio in titulum Institutionum de actionibus, 1548